# 大利根交通自動車
大利根交通自動車株式会社（おおとねこうつうじどうしゃ）は、茨城県取手市・龍ケ崎市・北相馬郡利根町、及び千葉県我孫子市で乗合バス事業を行う日本の会社である。本社は龍ケ崎市北方町1954-1。

## 概説
第二次世界大戦後の車両・燃料不足で運行休止中であった常総筑波鉄道（現在の関東鉄道）の路線権を取得して1949年開業。以来、取手市の常磐線以東地域から利根町を中心に路線網を広げる。京成・東武グループの営業エリアに挟まれながらも大手の傘下に入らず、創業当初からの局地的な独立系事業者のまま現在に至っている。
主力路線における高頻度運転や車両更新サイクルの早さなどを特徴とする一方、バスカードやICカードの導入などを行う予定はない（ただし、スマートフォンを利用したモバイルチケットを2023年に導入している）。公式サイトの開設も2010年代に入ってからであり、日本の旅客輸送業界ではかなり遅い部類に入る。

## 沿革
- 1949年（昭和24年）10月25日 - 取手バス株式会社を東京都中央区銀座を本店として設立[1]。取手駅 - 戸田井間開業。
- 1953年（昭和28年）6月20日 - 本店を茨城県北相馬郡小文間村（現在の取手市小文間4695、戸田井バス停前）に移転[1] 。
- 1956年（昭和31年）4月26日 - 現商号に変更[1]。
- 1991年（平成3年） - 東京芸術大学取手キャンパス開設に伴い、「新田」停留所を「東京芸大前」に名称変更。
- 2010年（平成22年）10月16日 - もえぎ野台団地開設により、乗り入れ開始。それに伴い行先・経路・時刻改正。
- 2019年（平成31年）4月8日 - 平日の東京芸術大学敷地内の乗り入れを開始。取手駅 - 早井線の運行方向変更。
- 2019年（令和元年）7月8日 - 本社を龍ケ崎市北方町1954-1（北方車庫内、現在地）に移転[2]。
- 2023年（令和5年）3月22日 - スマホ乗車券アプリ「QUICK RIDE」を導入し、「定期券」「回数券」の取扱いを開始[3]。

## 乗合バス事業

### 事業所
全て茨城県内にある。
- 本社・北方車庫・北方営業所
  - 龍ケ崎市北方町
- 立崎車庫
  - 北相馬郡利根町立崎

### 現行路線

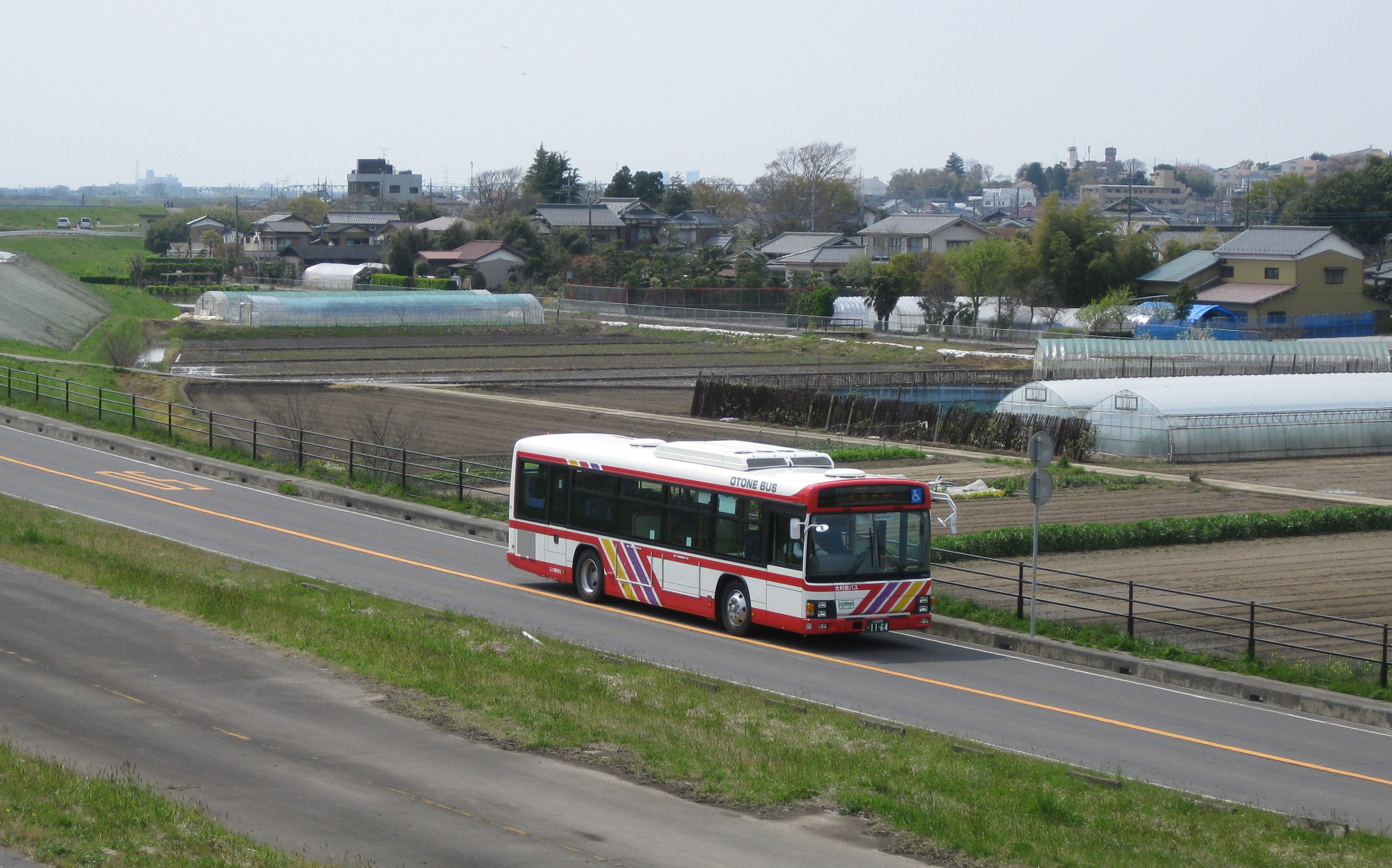
取手市農村部を走る北方車庫行き（2010年4月18日撮影）

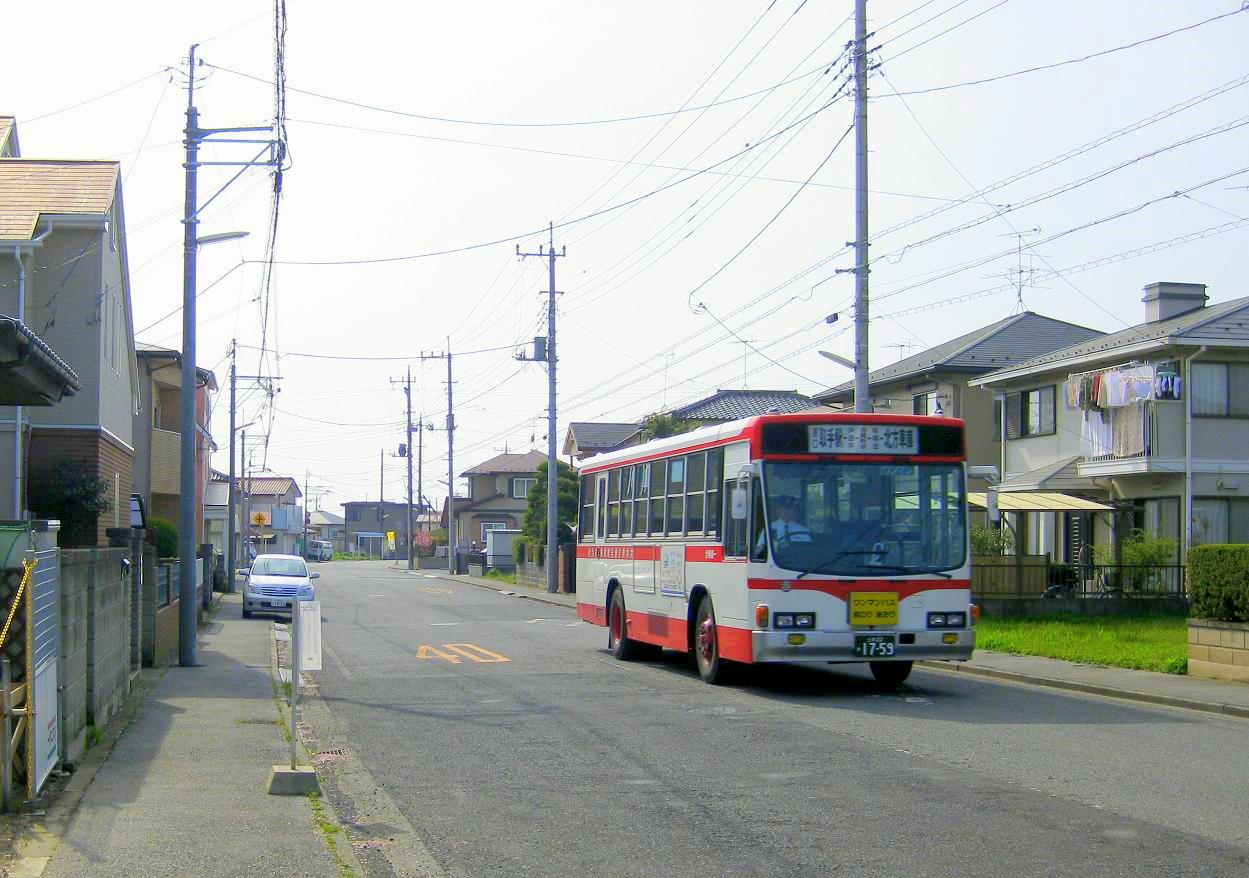
利根町早尾台を走る北方車庫行き（2010年4月18日撮影）

取手駅より東方の取手市東部・龍ケ崎市南部・利根町方面、我孫子市の布佐駅より利根町方面へ路線を有する。営業エリアでは、かつて関東鉄道の路線なども入り組んでいたが、現在では整理され大部分が1社独占地域となっており、他社バスとの接点が少ない。

#### 取手駅発着
- 取手駅東口 - 城根 - 東京芸大前 - 戸田井 - 羽根野台 - 北方車庫

同社の主力路線で日中でも毎時2 - 3本程度運行されている。ただし、平日日中の運行形態は、下の東京芸術大学経由に振り替えられる。
- 取手駅東口 - 城根 - 東京芸術大学 - 戸田井 - 羽根野台 - 北方車庫

平日日中の多くの便が東京芸術大学の敷地内に入る。通学需要に合わせてか、北方車庫行の東京芸術大学乗り入れは午前中から夕方まで、取手駅行の東京芸術大学乗り入れは午後から夜間が中心である。
- 取手駅東口 - 城根 - 東京芸大前 - （東京芸術大学） - 戸田井 - 羽根野台 - 北方車庫 - もえぎ野台

毎時0-1本程度は、北方車庫から先もえぎ野台まで運行される。東京芸術大学敷地内乗り入れは北方車庫止まりと同様の時間帯に行う。一部は北方車庫で乗り換えが必要になる。
- 取手駅東口 - 城根 - 東京芸大前 - 戸田井 - 羽根野台 - 北方車庫 - もえぎ野台 - 大房 - 立崎

もえぎ野台から先、立崎まで運行される系統もある。ただし、本数は平日2.5往復、土休日1.5往復と非常に少ない。
- 取手駅東口 → 城根 → 東京芸大前 → 戸田井 → 羽黒 → もえぎ野台（平日朝1本のみ）

戸田井から先、羽根野台へ迂回せずに幹線道路をまっすぐ通る系統で平日朝のもえぎ野台方向1本のみ。
- 取手駅東口 - 城根 - 東京芸大前 - 戸田井 - 羽根野台 - フレッシュタウン - 利根ニュータウン東

団地中央までは北方車庫までと同じ経路であるが、その先～利根ニュータウンに向かう系統。1日数本のみの運行。
- 取手駅東口 - とりで台霊園（春分の日・旧盆・秋分の日運行）

［廃止路線］　
•取手駅東口 → 城根 → 東京芸大前 → 戸田井 →　利根町役場 → 栄橋 → しらさぎ団地　→ 利根ニュータウン西 → 中谷 → 立崎 → 加納 → 早井（2020年12月13日の運行をもって廃止）

#### 布佐駅発着
- 布佐駅 - 利根町役場 - フレッシュタウン - 利根ニュータウン東

［廃止路線］
しらさぎ団地→利根ニュータウン東→フレッシュタウン→利根町役場→布佐駅（2020年12月13日の運行をもって廃止）

### 利用状況
利根町のほとんどの地域はJR成田線布佐駅に近いが、同路線は本数が比較的少なく、羽根野台・早尾台・北方を中心にフレッシュタウンや利根ニュータウンからも取手駅への利用がある。
沿線には茨城県立取手松陽高等学校・東京芸術大学取手キャンパスがあり、それらの通学利用がある。

### 運賃
全路線とも前乗り中降りであり、運賃は乗車時の前払い(運賃箱は両替方式)・下車停留所申告制を採用している。各停留所標識には、運賃表が掲示されている。

### 受託運行
- 取手市コミュニティバス（東南部ルート）

### 車輌
導入メーカーは、一般路線車はいすゞ、特定車は日野に統一されている。全て新製車で揃えられており、中古車の配置はない（2023年3月時点）。小規模のため、保有台数は少数であり、2012年時点で16台しか在籍していないが、ノンステップバスの導入率が高い（茨城県最高率）。千葉県に路線を持つ関係上、排出ガス規制（自動車NOx・PM法）による規制の影響があるため、代替サイクルが約15年前後と短くなっている。廃車車輌は解体になる場合が多いが、2003年に、同じ茨城県に拠点を置いている関東鉄道バス子会社である関鉄メロンバス(現・関東鉄道)に譲渡した実績を持っている。2012年時点で残存していた一般車（ツーステップ車輌）は、順次新車に置き換えられ、全廃となった。大型車は、2001年～原則としてノンステップバスを投入しているが、2005年と2012年に限っては、ワンステップバスが1台ずつ導入された。特に、2012年は、同社では異例となる中型車・エルガミオ（土浦200か13-00）が投入されたが、使い勝手が悪かったためか、10年足らずで除籍となり、2021年1月に秋田県の羽後交通に譲渡された。ノンステップバスに関しては、車輌によって塗装が異なる。従来の赤帯に加え、三色のストライプが、車体前後及び中扉部に施行されている。2023年3月には、三色ストライプデザインを刷新した新塗装を採用した新製大型ノンステップバス・エルガ（土浦200か18-37）が投入された。

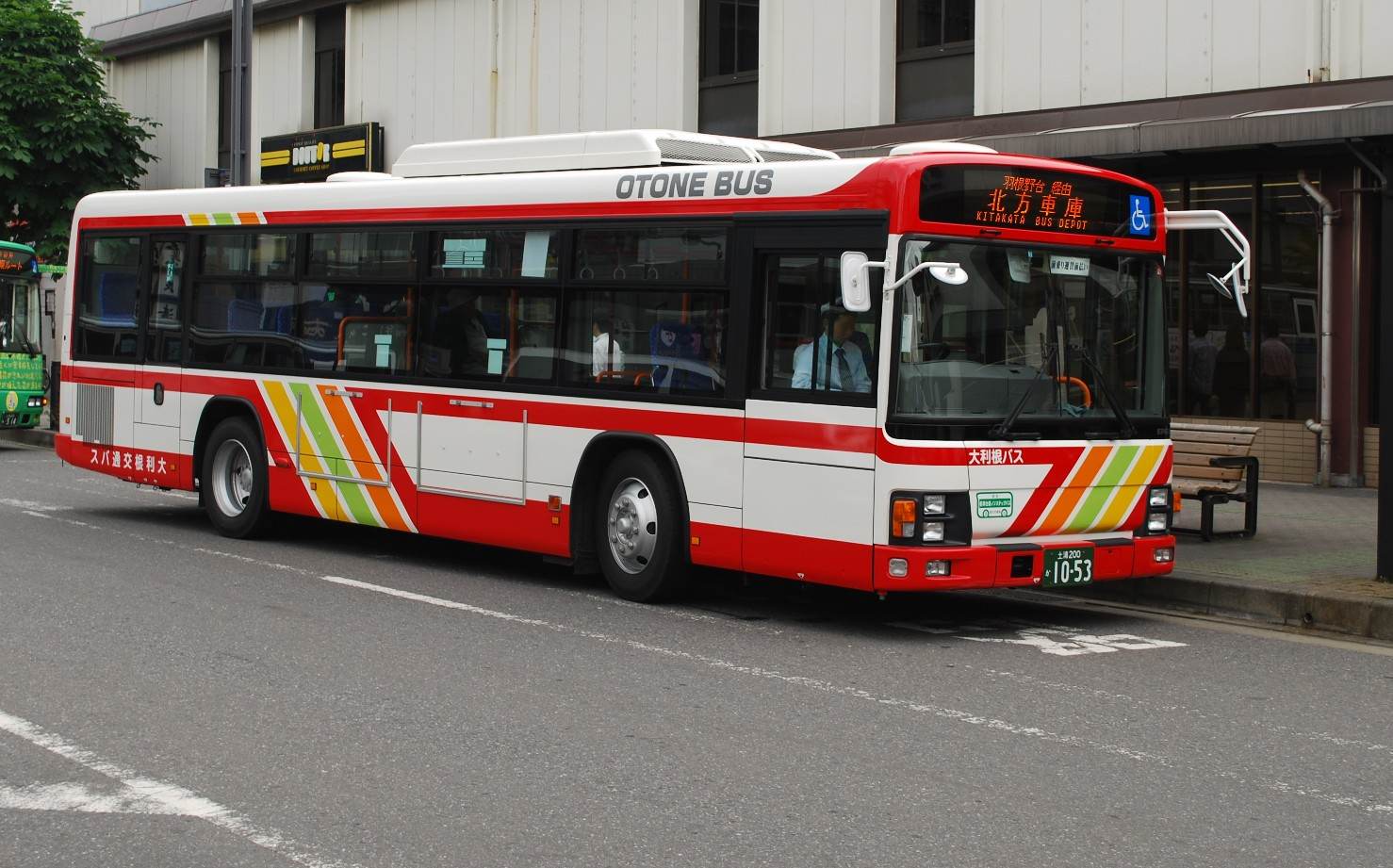
ノンステップバス（三色ストライプ塗装車）。
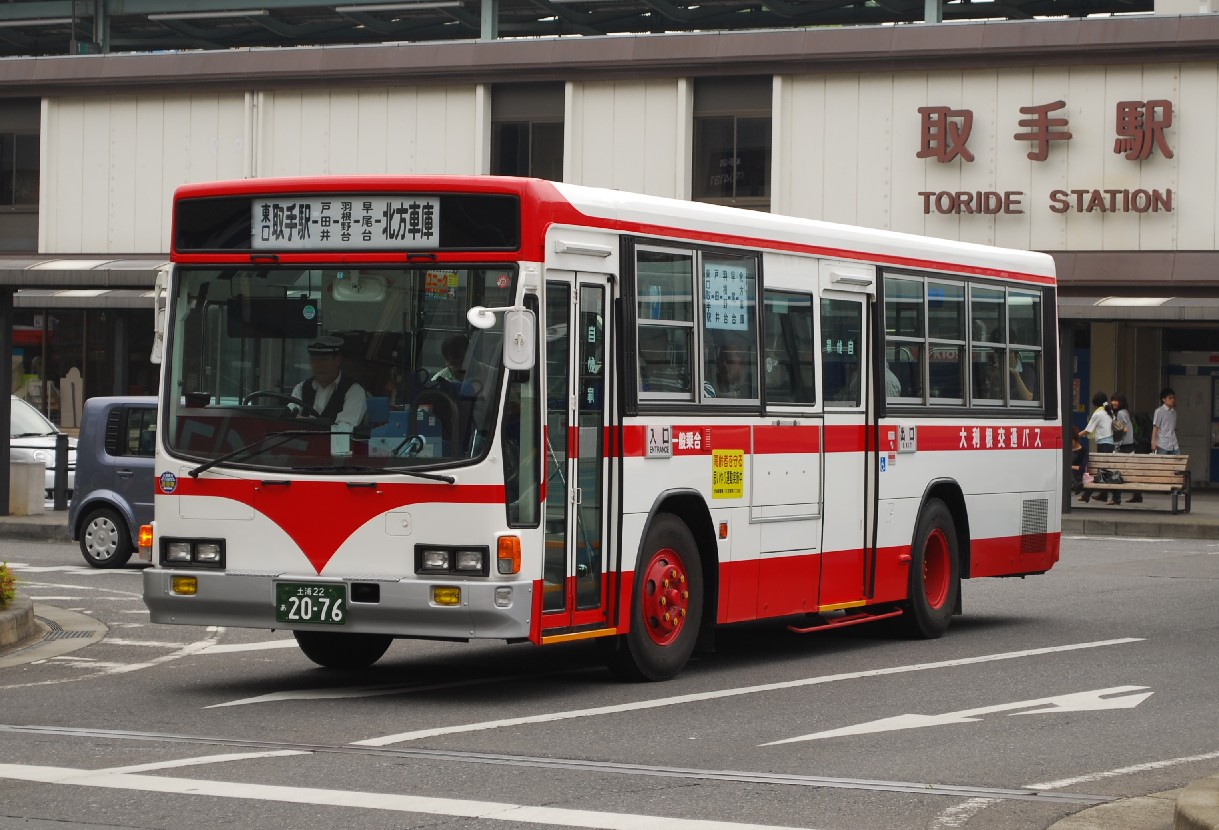
従来塗装一般車（廃車済）。
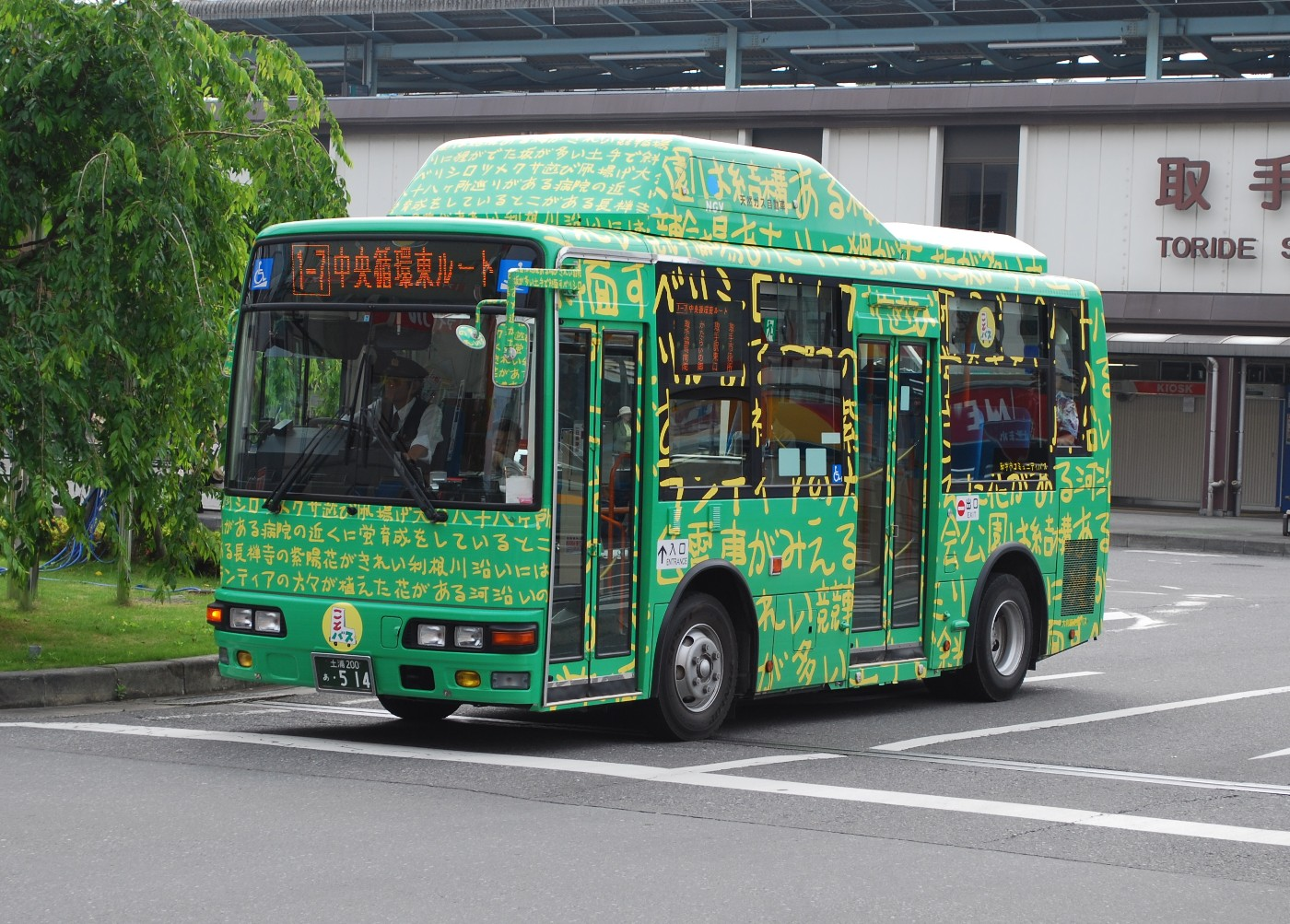
取手市コミュニティバス「ことバス」車両（廃車済）。

#### 主力車種
- いすゞ・エルガ

### 定期券・回数券発売所
- 北方営業所（本社・北方車庫内）
- 関東鉄道取手駅ビルサービスセンター（取手駅西口、アトレ取手店1階）
- 取手市内の食料品店、クリーニング店等の小売店舗(回数券のみ。バス車内に取扱店一覧の掲示あり）